# Evy Berggren
Evy Berggren, född 16 juni 1934 i Skellefteå, död 5 december 2018 i Uppsala, var en svensk gymnast. Hon blev olympisk guldmedaljör i Helsingfors 1952.